# Dalea tolteca
Dalea tolteca är en ärtväxtart som beskrevs av Rupert Charles Barneby. Dalea tolteca ingår i släktet Dalea, och familjen ärtväxter. Inga underarter finns listade i Catalogue of Life.